# Ji-samurai
Els Ji-samurai (地 侍?), també coneguts com a kokujin (国人?), van ser els senyors de petits dominis rurals al Japó feudal, Samurais-grangers, on Ji (地?), denota terra o sòl.
Els Ji-Samurái es diferenciaven dels samurais en què els primers eren també agricultors que no havien tingut llargues relacions amb els clans, però amb el pas dels anys i la contractació informal menys comú, la tradició familiar de servei a una família samurai s'anirien enfortint aquests vincles.
El Ji-Samurái va tractar de ser el més productiu i autosuficient possible, amb l'esperança d'obtenir riquesa i poder. Independents i fortament units a la seva terra. Molts Ji-Samurais van formar lligues per a la defensa comuna contra les anomenades Ikki, i van prendre part en les revoltes agràries dels segles xvi i xvii, així com d'un bon nombre d'esdeveniments anteriors.

## Causes de la seva existència

### Influència de monjos budistes
A causa que les seves creences religioses no els permeten dur a terme certes formes d'espionatge, va ser necessari que els monjos budistes que es fessin amics i ensenyessin arts marcials a alguns dels agricultors locals, que van ser cridats a l'acte com guerrers quan fou necessari. Aquests Ji-samurai (guerrers agricultors) van considerar un gran honor ser ensenyats en el ninjutsu (l'art de la paciència o el sigil basada en el principi de Ninpo). Alguns Ji-samurai, sobretot els que estaven altament qualificats, es van convertir més tard en guerrers professionals anomenats Samurái o Bushi.

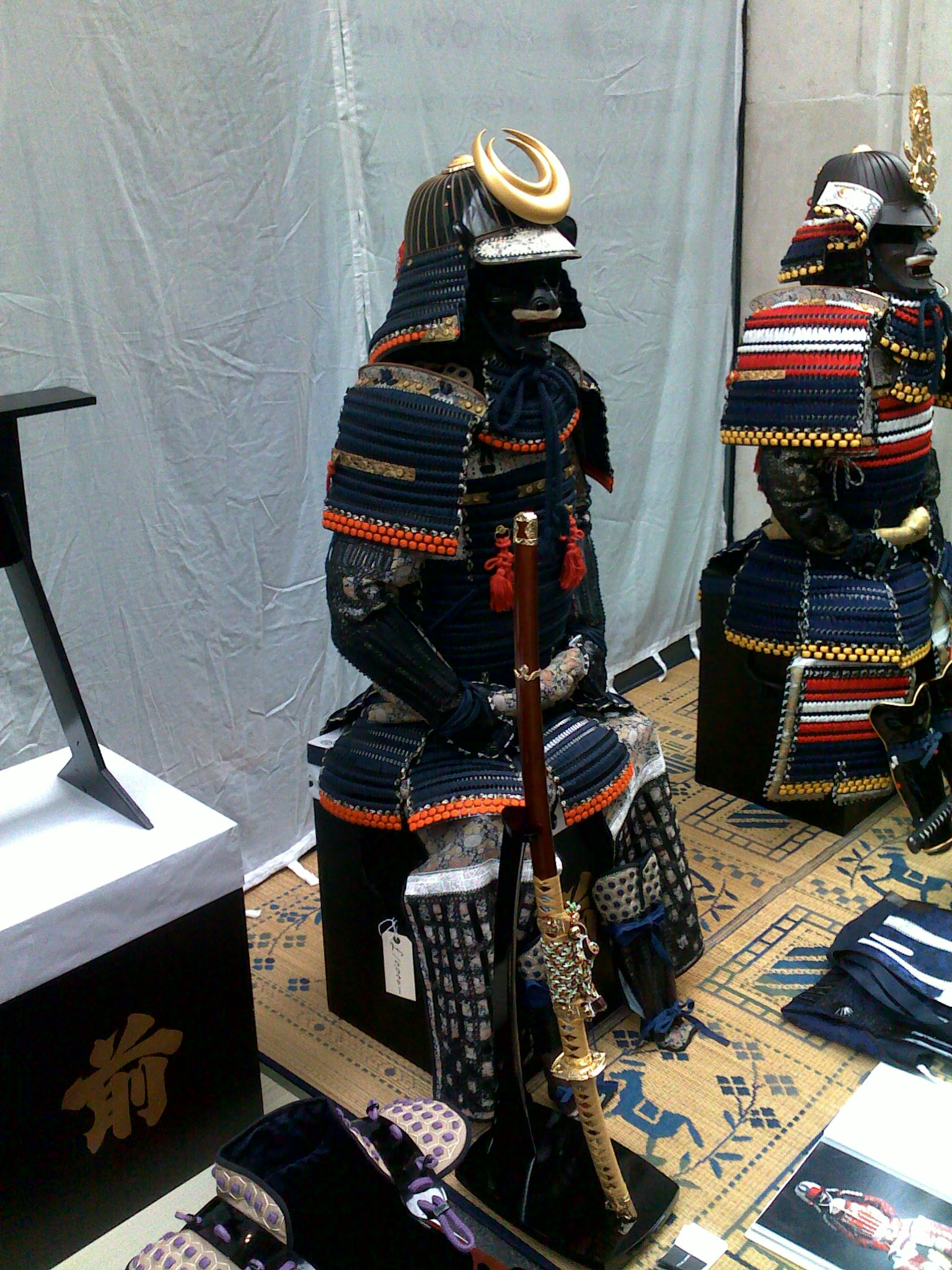
Com a guerrer, el Ji-samurai havia de tenir la seva pròpia armadura

### Herència de terres
Una de les causes principals per l'augment en el nombre de propietaris de terres més petits va ser una disminució del costum de la primogenitura. Cap al final del Període Kamakura, l'herència es va començar a dividir entre els fills d'un senyor, de manera que les propietats de cada hereu i, per tant, el seu poder, era més petit. Els Ji-Samurái van ser pagesos que havien de prestar serveis armats a el senyor a qui servien en cas de guerra. Vivien en cases fortificades (yashiki) i havien de tenir la seva pròpia muntura i armadura.
Amb el temps, molts dels feus més petits van arribar a ser dominats pels Shugo, agutzils o agents de policia que eren administradors nomenats pel shogunat de supervisar les províncies.
Ressentits i desconfiats de la interferència dels funcionaris de govern, es van unir en lligues anomenades Ikki. Els aixecaments que van resultar, sobretot quan el Shugo va tractar de prendre el control de províncies senceres, també van ser anomenats Ikki; alguns dels més grans i més famosos van tenir lloc a la Província de Wakasa en la dècada de 1350.

### Força guerrera
El Ji-samurai representava una força considerable en moltes de les guerres del Japó. Malgrat la seva baixa condició individual, els Ji-samurai van ser una part considerable de la classe noble (guerrera), i sovint el seu favor podia decidir una batalla o una guerra.

### Importància en la vida rural
Als Ji-samurai de vegades se'ls va anomenar també a com dogo, en representació de la seva importància en la vida rural. Podia ser que mantinguéssim terres valorades, de mitjana, en cinquanta koku i encara que les seves propietats eren petites en comparació amb alguns altres senyors, requerien mans extra per ajudar a mantenir els camps.
Treballadors camperols, anomenats Hikan o Nago, que sovint mantenien petites àrees en els seus propis camps, eren contractats, i solien viure molt a prop de la casa del senyor al poble. Fins i tot alguns dels més petits d'aquests pobles rurals estaven organitzats com fortaleses en miniatura, amb parets o fins i tot fossats voltant de la casa de el Senyor, i altres amb murs al voltant de la secció principal de la vila. Aquest acord entre els treballadors camperols i Ji-samurai terratinents es va complicar després de la imposició d'una enquesta de terra, un cens, i els imposts de Toyotomi Hideyoshi a la fi de segle xvi, i molts pagesos van adquirir més independència, però el sistema es va mantenir en el seu lloc en la seva major part.